# Sadkî, Iemilciîne
Sadkî (în ucraineană Садки) este un sat în comuna Seredî din raionul Iemilciîne, regiunea Jîtomîr, Ucraina.

## Demografie
Componența lingvistică a localității Sadkî
     Ucraineană (98,89%)
     Rusă (1,11%)
Conform recensământului din 2001, majoritatea populației localității Sadkî era vorbitoare de ucraineană (98,89%), existând în minoritate și vorbitori de rusă (1,11%).